# Lee Min-sung
Lee Min-Sung (Gwangmyeong, 23 de junho de 1973) é um treinador e ex-futebolista profissional sul-coreano, que atuava como defensor.

## Carreira

### Busan I'Cons
Lee Min-sung se profissionalizou no Busan I'Cons, em 1996.

## Seleção
Lee Min-sung integrou a Seleção Sul-Coreana de Futebol na Copa das Confederações de 2001.